# Unibet.com

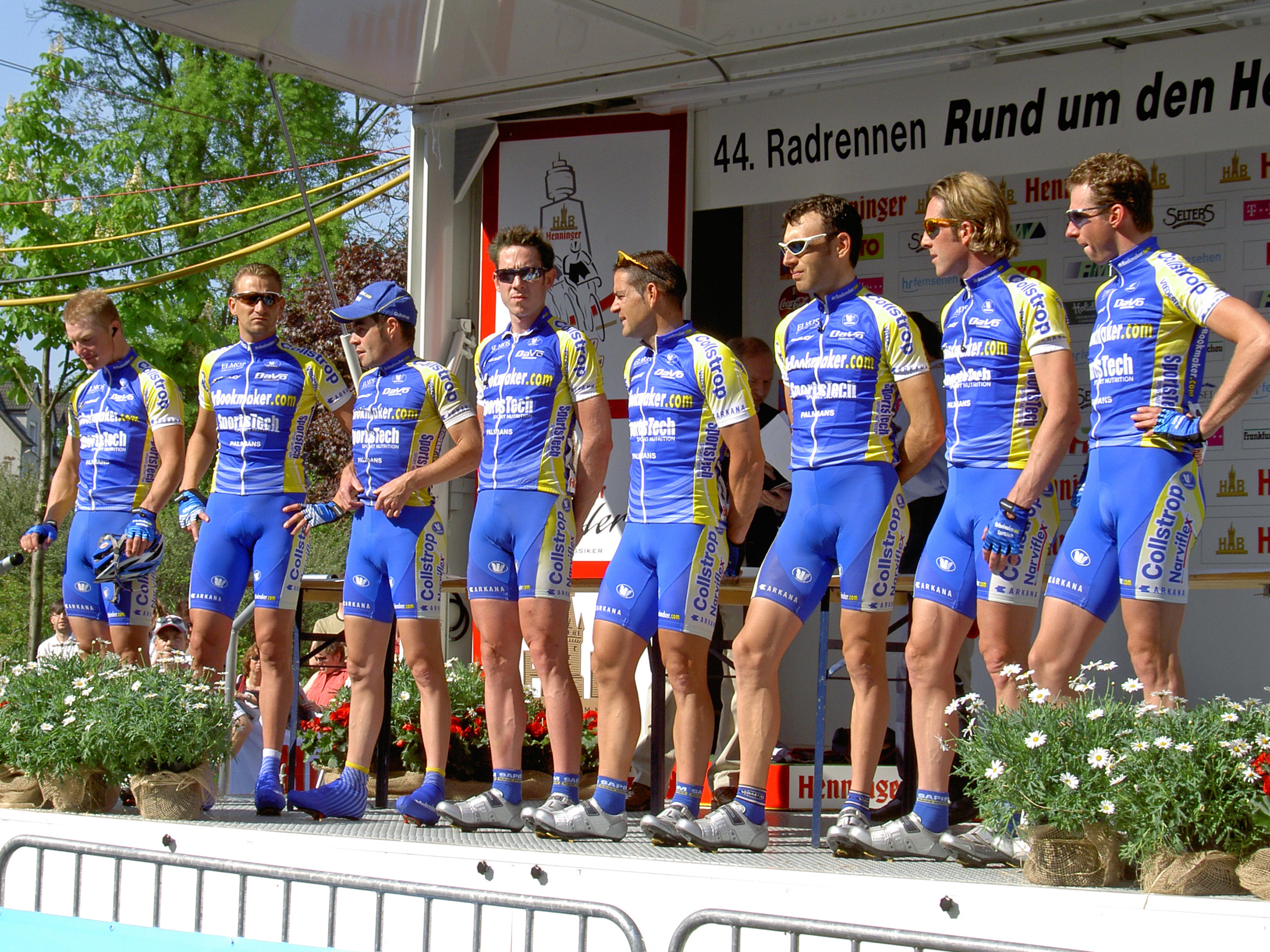
Rund um den Henninger Turm 2005

Unibet.com war eine belgische Radsportmannschaft, die in der UCI ProTour unter schwedischer Lizenz fuhr.

## Geschichte
Die 2001 gegründete Formation zählte 2005 und 2006 zu den Professional Continental Teams. Bis 2005 war MrBookmaker.com, der Sportwetten im Internet anbietet, der Sponsor. 2005 wurde MrBookmaker.com von der Firma Unibet.com aufgekauft und ab 2006 startet das Team unter neuem Namen mit höherem Budget. Es wurden namhafte Fahrer wie Baden Cooke, Marco Zanotti und Carlos García Quesada verpflichtet.
Für die Saison 2007 erhielt das Team vom Radsport-Weltverband UCI eine ProTeam-Lizenz. Doch zu Beginn der Saison hatte das Team mit mehreren Problemen zu kämpfen. So durfte das Team in Frankreich beim Eintagesrennen Grand Prix Cycliste La Marseillaise und bei mehreren Etappen der Étoile de Bessèges nicht mit ihrem Hauptsponsor auf dem Trikot antreten, da Werbung für private Wettanbieter in Frankreich verboten ist. Die Mannschaft trat daraufhin in ihren Trikots mit einem Fragezeichen auf der Brust an.
Außerdem wurde Unibet.com Opfer im Streit zwischen dem Radsport-Weltverband UCI und den Rennveranstaltern ASO, Unipublic und RCS-Sport. Die Rennveranstalter wehrten sich seit der Gründung der UCI ProTour dagegen, dass ihre wichtigsten Rennen, wie die Tour de France, der Giro d’Italia, die Vuelta a España und acht weitere Rennen, im Rahmen der ProTour stattfanden und damit den Regularien der Rennserie unterlagen. Da Unibet.com eine ProTour-Lizenz hatte, war das Team eigentlich automatisch für alle Rennen der ProTour startberechtigt. Aber ASO, Unipublic und RCS-Sport ignorierten die Regularien der UCI ProTour und luden die Teams selbst ein, Unibet.com wurde aber zu keinem Rennen der drei Veranstalter eingeladen, womit die ProTour-Lizenz im Grunde wertlos war.
Nach einem Schlichtungsgespräch erklärten sie sich zumindest bereit die Bewerbung von Unibet.com zu prüfen. Die ASO, Veranstalter der Tour de France, nannte das Werbeverbot für private Wettanbieter in Frankreich als Hauptgrund dafür, dass das Team übergangen wurde. Unibet.com trat deshalb in französischen Rennen unter dem Namen des Co-Sponsors Canyon, einem deutschen Radhersteller an. Gleichwohl erfolgte keine Einladung zu einer der drei großen Landesrundfahrten. Als Folge dieses Konflikts wurde das Team Ende 2007 aufgelöst, nachdem sich Unibet.com sich aus dem Radsport zurückzog. Teammanager Jacques Hanegraaf gründete im Jahr 2008 das Team Cycle Collstrop als Nachfolgeteam.

## Saison 2007

### Erfolge in der ProTour
| Datum    | Rennen                   | Fahrer         |
| -------- | ------------------------ | -------------- |
| 23. Juni | 8. Etappe Tour de Suisse | Rigoberto Urán |

### Erfolge in der Europe Tour
| Datum           | Rennen                                          | Fahrer              |
| --------------- | ----------------------------------------------- | ------------------- |
| 19. Januar      | 3. Etappe Tour Down Under                       | Baden Cooke         |
| 6. Februar      | Grand Prix Cycliste La Marseillaise             | Jeremy Hunt         |
| 8. Februar      | 2. Etappe Étoile de Bessèges                    | Baden Cooke         |
| 7. März         | Le Samyn                                        | Jimmy Casper        |
| 9. März         | 1. Etappe Drei Tage von Westflandern            | Jimmy Casper        |
| 9.–11. März     | Gesamtwertung Drei Tage von Westflandern        | Jimmy Casper        |
| 8. April        | Venezolanische Meisterschaft – Einzelzeitfahren | José Rujano         |
| 31. Mai         | 2. Etappe Belgien-Rundfahrt                     | Gorik Gardeyn       |
| 9. Juni         | 2b. Etappe Euskal Bizikleta                     | Rigoberto Urán      |
| 28. Juni        | Schwedische Meisterschaft – Einzelzeitfahren    | Gustav Erik Larsson |
| 28. Juli        | 1. Etappe Tour de la Région Wallonne            | Luis Pasamontes     |
| 22. August      | 1. Etappe Irland-Rundfahrt                      | Stijn Vandenbergh   |
| 22.–26. August  | Gesamtwertung Irland-Rundfahrt                  | Stijn Vandenbergh   |
| 21. September   | Kampioenschap van Vlaanderen                    | Baden Cooke         |
| 15. Oktober     | 1. Etappe Herald Sun Tour                       | Matthew Wilson      |
| 14.–21. Oktober | Gesamtwertung Herald Sun Tour                   | Matthew Wilson      |

### Mannschaft 2007
| Name                | Geburtstag         | Nationalität           | Team 2008                   |
| ------------------- | ------------------ | ---------------------- | --------------------------- |
| Matteo Carrara      | 25. März 1979      | Italien                | Quick Step                  |
| Jimmy Casper        | 28. Mai 1978       | Frankreich             | Agritubel                   |
| Alexander Chatunzew | 11. Februar 1985   | Russland               | Team Tinkoff Credit Systems |
| Arnaud Coyot        | 06. Oktober 1980   | Frankreich             | Caisse d’Epargne            |
| Baden Cooke         | 12. Oktober 1978   | Australien             | Team Barloworld             |
| Tom Criel           | 06. Juni 1983      | Belgien                | Cycle Collstrop             |
| Markus Eichler      | 18. Februar 1982   | Deutschland            | Team Milram                 |
| Gorik Gardeyn       | 17. März 1980      | Belgien                | Silence-Lotto               |
| Michał Gołaś        | 29. April 1984     | Polen                  | Cycle Collstrop             |
| Jeremy Hunt         | 12. März 1974      | Vereinigtes Königreich | Crédit Agricole             |
| Pieter Jacobs       | 06. Juni 1986      | Belgien                | Silence-Lotto               |
| Sergei Kolesnikow   | 10. März 1986      | Russland               | Cycle Collstrop             |
| Gustav Erik Larsson | 20. September 1980 | Schweden               | Team CSC                    |
| Jonas Ljungblad     | 15. Januar 1979    | Schweden               | P3 Transfer-Batavus         |
| Luis Pasamontes     | 02. Oktober 1979   | Spanien                | Caisse d’Epargne            |
| Victor Hugo Peña    | 10. Juli 1974      | Kolumbien              | Rock Racing Team            |
| Matthé Pronk        | 01. Juli 1974      | Niederlande            | Cycle Collstrop             |
| José Rujano         | 18. Februar 1982   | Venezuela              | Caisse d’Epargne            |
| Niels Scheuneman    | 21. Dezember 1983  | Niederlande            | Krolstone Continental Team  |
| Gil Suray           | 29. August 1984    | Belgien                | Cycle Collstrop             |
| Laurens ten Dam     | 13. November 1980  | Niederlande            | Rabobank                    |
| Erwin Thijs         | 06. August 1970    | Belgien                | Karriereende                |
| Rigoberto Urán      | 26. Januar 1987    | Kolumbien              | Caisse d’Epargne            |
| Stijn Vandenbergh   | 25. April 1984     | Belgien                | Ag2r La Mondiale            |
| Troels Vinther      | 24. Februar 1987   | Dänemark               | Cycle Collstrop             |
| Matthew Wilson      | 01. Oktober 1977   | Australien             | Type 1                      |
| Marco Zanotti       | 21. Januar 1974    | Italien                | Preti Mangimi               |

## Platzierungen in UCI-Ranglisten
UCI Europe Tour
| Saison | Mannschaftswertung | Fahrerwertung        |
| ------ | ------------------ | -------------------- |
| 2005   | 8.                 | Stefan van Dijk (2.) |
| 2006   | 2.                 | Baden Cooke (6.)     |
| 2007   |                    |                      |

UCI Oceania Tour
| Saison | Mannschaftswertung | Fahrerwertung |
| ------ | ------------------ | ------------- |
| 2006   | 10.                |               |
| 2007   |                    |               |